# Мусумба
Мусумба (букв. «лагерь») — город в провинции Луалаба на юге Демократической Республики Конго. До колониального раздела город был столицей королевства Лунда.

## История
Изначально столица не имела чёткого местоположения, каждый новый правитель (муата ямво) строил для себя собственную резиденцию. Все они располагались в одном районе, неподалёку друг от друга В результате этих действий появился город с огороженными дворами, широкими улицами и площадью.
Важную роль в регионе Мусумба играла уже в XVI веке.
Первые упоминания населённого пункта европейцами относятся к 1882 году. Тогда его описали исследователи Капелло и Айванс. В 1896 году представитель Свободного государства Конго посетил город. Он был поражён размером и видом Мусумбы; столица была окружена рвами и фортификационными сооружениями. Население города того периода оценивалось в 30 тысяч человек. Согласно этим оценкам, Мусумба была крупнейшим поселений Центральной Африки конца XIX века.
В 1875 году народу чокве было позволено поселиться на берегах реки Касаи. Спустя несколько лет чокве отказались платить дань муато ямво. Правивший в то время Мудиба был убит во втором сражении с противником. Чокве захватили Мусумбу и превратили её жителей в рабов. Новому правителю по имени Мукинза удалось отбить город, но в следующем бою он бежал. Знать отстранила его от власти. В 1887 году влиятельный вождь чокве осадил столицу, в результате чего правитель Мушири лишился власти, а чокве правили страной 10 лет.
В 1898 году Мушири собрал воинов и напал на Макове, который был разбит через 3 дня. В то же время в Лунду вторглись европейские колонизаторы. Попытка атаковать их завершилась провалом. Борьба с европейскими колониальными войсками продолжалась до 1909 года, когда лидеры повстанцев были арестованы и казнены.

## Архитектура
Мусумба, как и другие африканские резиденции, находившиеся в глубине материка, не испытывали европейского влияния. Считалось, что священные животные символизируют мудрость и долголетие правителя. План столицы напоминал очертания черепахи. Дворец муато ямво, находившийся в центре города, символизировал сердце животного, остальные здания — его голову, конечности и хвост.

## Образование
В городе находится Педагогический институт, которым управляет  Методистская церковь.

## Известные уроженцы
- Чомбе, Моиз (1919—1969) — политик и государственный деятель, лидер партии Конфедерация племенных объединений Катанги, президент Государства Катанга (1960—1963), премьер-министр Республики Конго (1964—1965).